# Reggatta de Blanc
Reggatta de Blanc é o segundo álbum de estúdio, lançado em 1979, da banda britânica The Police.
Nesse álbum fica mais evidente a influência do reggae jamaicano em fusão com o punk rock e a new wave, inclusive no próprio título. Reggatta de Blanc significa reggae de branco.
| Críticas profissionais                                                      | Críticas profissionais |
| Avaliações da crítica                                                       | Avaliações da crítica  |
| Fonte                                                                       | Avaliação              |
| --------------------------------------------------------------------------- | ---------------------- |
| allmusic                                                                    | [ 1 ]                  |
| Esta tabela precisa de ser acompanhada por texto em prosa. Consulte o guia. |                        |

## Faixas
Todas as músicas foram escritas por Sting (músico), exceto onde anotado.
| N.º | Título                          | Compositor                                     | Duração |  |
| 1.  | "Message in a Bottle"           |                                                | 4:51    |  |
| 2.  | "Reggatta De Blanc"             | Stewart Copeland, Sting (músico), Andy Summers | 3:06    |  |
| 3.  | "It's Alright For You"          | Copeland/Sting                                 | 3:13    |  |
| 4.  | "Bring On The Night"            |                                                | 4:16    |  |
| 5.  | "Deathwish"                     | Sting, Copeland, Summers                       | 4:13    |  |
| 6.  | "Walking on the Moon"           |                                                | 5:02    |  |
| 7.  | "On Any Other Day"              | Copeland                                       | 2:57    |  |
| 8.  | "The Bed's Too Big Without You" |                                                | 4:26    |  |
| 9.  | "Contact"                       | Copeland                                       | 2:38    |  |
| 10. | "Does Everyone Stare"           | Copeland                                       | 3:52    |  |
| 11. | "No Time This Time"             |                                                | 3:17    |  |

## Componentes
Sting - Baixo, vocais principais (todos com exceção de 2 e 7), backing vocals, tuba, sintetizador, arranjos.
Andy Summers - Guitarra, sintetizador (1, 6, 9), piano (10), arranjos.
Stewart Copeland - bateria, vocais de apoio, guitarra (3), vocais principais (7, 10), arranjos.

## Posição nas paradas musicais
| Parada (1979–81)                      | Melhor posição |
| ------------------------------------- | -------------- |
| Austrália (Kent Music Report)         | 1              |
| 3                                     |                |
| Países Baixos (Dutch Charts)          | 1              |
| Alemanha (Offizielle Deutsche Charts) | 16             |
| Japão (Oricon)                        | 16             |
| Nova Zelândia (RMNZ)                  | 4              |
| Noruega (VG-lista)                    | 32             |
| Suécia (Sverigetopplistan)            | 21             |
| Reino Unido (Official Albums Chart)   | 1              |
| Estados Unidos (Billboard 200)        | 25             |

| Parada (1979)                 | Posição |
| ----------------------------- | ------- |
| Canadá (RPM)                  | 99      |
| Países Baixos (Album Top 100) | 25      |

| Parada (1980)                 | Posição |
| ----------------------------- | ------- |
| Austrália (Kent Music Report) | 10      |
| Canadá (RPM)                  | 12      |
| Países Baixos (Album Top 100) | 7       |
| Alemanha (Offizielle Top 100) | 15      |